# Neopsolidium
Genre
Neopsolidium est un genre d'holothuries (concombre de mer) de la famille des Psolidae.

## Liste des genres
Selon World Register of Marine Species (20 mars 2015) :
- Neopsolidium convergens (Hérouard, 1901)
- Neopsolidium kerguelensis (Théel, 1886)